# Wioślarstwo na Letnich Igrzyskach Olimpijskich 1912 – czwórka ze sternikiem mężczyzn
Wyścig czwórek mężczyzn ze sternikiem był jedną z konkurencji wioślarskich rozgrywanych podczas V Igrzysk Olimpijskich w Sztokholmie.
Rywalizowało pięćdziesięciu sześciu zawodników z dziewięciu krajów. Złoto zdobyła drużyna Cesarstwa Niemieckiego.

## Lista startowa
- Ruderverein Germania, Leibnitz
- Royal Club Nautique de Grand
- København Roklubb
- Polyteknisk Roklub
- Helsingfors R. K.
- Société Nautique de Bayonne
- Ludwigshafener Ruderverein
- Thames Rowing Club
- Christiania Roklub
- Studenternes Roklub
- Vaxholm Roddklubb

## Wyniki

### Biegi
Wszystkie biegi zostały rozegrane 17 lipca.
Bieg 1:
| Bieg 1  | Bieg 1      | Bieg 1        | Bieg 1          | Bieg 1          | Bieg 1       | Bieg 1           | Bieg 1 | Bieg 1 |
| Miejsce | Osada       | Dziobowy      | Wioślarz nr 2   | Wioślarz nr 3   | Rufowy       | Sternik          | Czas   | Kwal.  |
| ------- | ----------- | ------------- | --------------- | --------------- | ------------ | ---------------- | ------ | ------ |
| 1       | Polyteknisk | Erik Bisgaard | Rasmus Frandsen | Mikael Simonsen | Poul Thymann | Ejgil Clemmensen | 7:20.0 | Q      |

Bieg 2: .
| Bieg 2  | Bieg 2                      | Bieg 2          | Bieg 2           | Bieg 2          | Bieg 2         | Bieg 2               | Bieg 2 | Bieg 2 |
| Miejsce | Osada                       | Dziobowy        | Wioślarz nr 2    | Wioślarz nr 3   | Rufowy         | Sternik              | Czas   | Kwal.  |
| ------- | --------------------------- | --------------- | ---------------- | --------------- | -------------- | -------------------- | ------ | ------ |
| 1       | Helsinsfors R. K.           | Johan Nyholm    | Oskar Forsman    | Karl Lönnberg   | Emil Nylund    | Valdemar Henriksson  | 7:18.2 | Q      |
| 2       | Société Nautique de Bayonne | André Mirambeau | Louis Thomaturgé | René Saintongey | Pierre Alibert | François Elichagaray |        |        |

Bieg 3:
| Bieg 3  | Bieg 3      | Bieg 3        | Bieg 3             | Bieg 3        | Bieg 3          | Bieg 3         | Bieg 3                | Bieg 3 |
| Miejsce | Osada       | Dziobowy      | Wioślarz nr 2      | Wioślarz nr 3 | Rufowy          | Sternik        | Czas                  | Kwal.  |
| ------- | ----------- | ------------- | ------------------ | ------------- | --------------- | -------------- | --------------------- | ------ |
| 1       | Christiania | Henry Larsen  | Mathias Torstensen | Theodor Klem  | Haakon Tønsager | Ejnar Tønsager | 7:15.0                | Q      |
| 2       | Leibnitz    | Richard Mayer | Hugo Cuzna         | Georg Kröder  | Fritz Krombholz | Emil Jand      | Nie ukończono wyścigu |        |

Bieg 4:
| Bieg 4  | Bieg 4       | Bieg 4         | Bieg 4        | Bieg 4          | Bieg 4     | Bieg 4        | Bieg 4                  | Bieg 4 |
| Miejsce | Osada        | Dziobowy       | Wioślarz nr 2 | Wioślarz nr 3   | Rufowy     | Sternik       | Czas                    | Kwal.  |
| ------- | ------------ | -------------- | ------------- | --------------- | ---------- | ------------- | ----------------------- | ------ |
| 1       | Studenternes | Øyvin Davidsen | Leif Rode     | Theodor Schjøth | Olaf Dahll | Einar Eriksen | 7:27.4                  | Q      |
| -       | Donau        |                |               |                 |            |               | Załoga nie wystartowała |        |

Bieg 5:
| Bieg 5  | Bieg 5                      | Bieg 5           | Bieg 5                  | Bieg 5          | Bieg 5          | Bieg 5          | Bieg 5 | Bieg 5 |
| Miejsce | Osada                       | Dziobowy         | Wioślarz nr 2           | Wioślarz nr 3   | Rufowy          | Sternik         | Czas   | Kwal.  |
| ------- | --------------------------- | ---------------- | ----------------------- | --------------- | --------------- | --------------- | ------ | ------ |
| 1       | Royal Club Nautique de Gand | Guillaume Visser | Georges van den Bossche | Edmond van Waes | Georges Willems | Leonard Nuytens | 7:15.0 | Q      |
| 2       | Købnhavn                    | Marius Jørgensen | Knud Gøtke              | Johan Praem     | Theodor Eyrich  | Silva Smedberg  |        |        |

Bieg 6:
| Bieg 6  | Bieg 6       | Bieg 6           | Bieg 6         | Bieg 6             | Bieg 6         | Bieg 6        | Bieg 6 | Bieg 6 |
| Miejsce | Osada        | Dziobowy         | Wioślarz nr 2  | Wioślarz nr 3      | Rufowy         | Sternik       | Czas   | Kwal.  |
| ------- | ------------ | ---------------- | -------------- | ------------------ | -------------- | ------------- | ------ | ------ |
| 1       | Ludwigshafen | Albert Arnheiter | Hermann Wilker | Rudolf Fickeisen   | Otto Fickeisen | Otto Maier    | 7:06.6 | QQ     |
| 2       | Vaxholm      | John Lager       | Axel Eriksson  | Ernst Wetterstrand | Gunnar Lager   | Karl Sundholm |        |        |

Bieg 7:
| Bieg 7  | Bieg 7             | Bieg 7           | Bieg 7        | Bieg 7         | Bieg 7      | Bieg 7        | Bieg 7                 | Bieg 7 |
| Miejsce | Osada              | Dziobowy         | Wioślarz nr 2 | Wioślarz nr 3  | Rufowy      | Sternik       | Czas                   | Kwal.  |
| ------- | ------------------ | ---------------- | ------------- | -------------- | ----------- | ------------- | ---------------------- | ------ |
| 1       | Thames Rowing Club | Julius Beresford | Karl Vernon   | Charles Rought | Bruce Logan | Geoffrey Carr | 7:27.0                 | Q      |
| -       | Mainz              |                  |               |                |             |               | Załoga nie wystartował |        |

### Ćwierćfinał
Wszystkie ćwierćfinały zostały rozegrane 18 lipca.
Ćwierćfinał 1:
| Ćwierćfinał 1 | Ćwierćfinał 1     | Ćwierćfinał 1 | Ćwierćfinał 1   | Ćwierćfinał 1   | Ćwierćfinał 1 | Ćwierćfinał 1       | Ćwierćfinał 1 | Ćwierćfinał 1 |
| Miejsce       | Osada             | Dziobowy      | Wioślarz nr 2   | Wioślarz nr 3   | Rufowy        | Sternik             | Czas          | Kwal.         |
| ------------- | ----------------- | ------------- | --------------- | --------------- | ------------- | ------------------- | ------------- | ------------- |
| 1             | Polyteknisk       | Erik Bisgaard | Rasmus Frandsen | Mikael Simonsen | Poul Thymann  | Ejgil Clemmensen    | 7:09.0        | Q             |
| 2             | Helsinsfors R. K. | Johan Nyholm  | Oskar Forsman   | Karl Lönnberg   | Emil Nylund   | Valdemar Henriksson | 7:12.5        |               |

Ćwierćfinał 2:
| Ćwierćfinał 2 | Ćwierćfinał 2      | Ćwierćfinał 2    | Ćwierćfinał 2 | Ćwierćfinał 2   | Ćwierćfinał 2 | Ćwierćfinał 2 | Ćwierćfinał 2 | Ćwierćfinał 2 |
| Miejsce       | Osada              | Dziobowy         | Wioślarz nr 2 | Wioślarz nr 3   | Rufowy        | Sternik       | Czas          | Kwal.         |
| ------------- | ------------------ | ---------------- | ------------- | --------------- | ------------- | ------------- | ------------- | ------------- |
| 1             | Thames Rowing Club | Julius Beresford | Karl Vernon   | Charles Rought  | Bruce Logan   | Geoffrey Carr | 7:14.5        | Q             |
| 2             | Studenternes       | Øyvin Davidsen   | Leif Rode     | Theodor Schjøth | Olaf Dahll    | Einar Eriksen |               |               |

Ćwierćfinał 3:
| Ćwierćfinał 3 | Ćwierćfinał 3               | Ćwierćfinał 3    | Ćwierćfinał 3           | Ćwierćfinał 3   | Ćwierćfinał 3   | Ćwierćfinał 3   | Ćwierćfinał 3 | Ćwierćfinał 3 |
| Miejsce       | Osada                       | Dziobowy         | Wioślarz nr 2           | Wioślarz nr 3   | Rufowy          | Sternik         | Czas          | Kwal.         |
| ------------- | --------------------------- | ---------------- | ----------------------- | --------------- | --------------- | --------------- | ------------- | ------------- |
| 1             | Christiania                 | Henry Larsen     | Mathias Torstensen      | Theodor Klem    | Haakon Tønsager | Ejnar Tønsager  | 7:05.5        | QS            |
| 2             | Royal Club Nautique de Gand | Guillaume Visser | Georges van den Bossche | Edmond van Waes | Georges Willems | Leonard Nuytens |               |               |

Ćwierćfinał 4:
| Ćwierćfinał 4 | Ćwierćfinał 4 | Ćwierćfinał 4    | Ćwierćfinał 4  | Ćwierćfinał 4    | Ćwierćfinał 4  | Ćwierćfinał 4 | Ćwierćfinał 4 | Ćwierćfinał 4 |
| Miejsce       | Osada         | Dziobowy         | Wioślarz nr 2  | Wioślarz nr 3    | Rufowy         | Sternik       | Czas          | Kwal.         |
| ------------- | ------------- | ---------------- | -------------- | ---------------- | -------------- | ------------- | ------------- | ------------- |
| 1             | Ludwigshafen  | Albert Arnheiter | Hermann Wilker | Rudolf Fickeisen | Otto Fickeisen | Karl Leister  | 7:14.4        | Q             |

### Półfinały
Oba półfinały zostały rozegrane 19 lipca.
| Półfinał 1 | Półfinał 1   | Półfinał 1       | Półfinał 1      | Półfinał 1       | Półfinał 1     | Półfinał 1       | Półfinał 1 | Półfinał 1 |
| Miejsce    | Osada        | Dziobowy         | Wioślarz nr 2   | Wioślarz nr 3    | Rufowy         | Sternik          | Czas       | Kwal.      |
| ---------- | ------------ | ---------------- | --------------- | ---------------- | -------------- | ---------------- | ---------- | ---------- |
| 1          | Ludwigshafen | Albert Arnheiter | Hermann Wilker  | Rudolf Fickeisen | Otto Fickeisen | Karl Leister     | 7:41.0     | QF         |
| Bronze     | Polyteknisk  | Erik Bisgaard    | Rasmus Frandsen | Mikael Simonsen  | Poul Thymann   | Ejgil Clemmensen |            |            |

| Półfinał 2 | Półfinał 2         | Półfinał 2       | Półfinał 2         | Półfinał 2     | Półfinał 2      | Półfinał 2     | Półfinał 2 | Półfinał 2 |
| Miejsce    | Osada              | Dziobowy         | Wioślarz nr 2      | Wioślarz nr 3  | Rufowy          | Sternik        | Czas       | Kwal.      |
| ---------- | ------------------ | ---------------- | ------------------ | -------------- | --------------- | -------------- | ---------- | ---------- |
| 1          | Thames Rowing Club | Julius Beresford | Karl Vernon        | Charles Rought | Bruce Logan     | Geoffrey Carr  | 7:04.8     | QF         |
| Bronze     | Christiania        | Henry Larsen     | Mathias Torstensen | Theodor Klem   | Haakon Tønsager | Ejnar Tønsager | 7:05.0     |            |

### Finał
Finał został rozegrany 19 lipca.
| Finał   | Finał              | Finał            | Finał          | Finał            | Finał          | Finał         | Finał  |
| Miejsce | Osada              | Dziobowy         | Wioślarz nr 2  | Wioślarz nr 3    | Stroke         | Sternik       | Czas   |
| ------- | ------------------ | ---------------- | -------------- | ---------------- | -------------- | ------------- | ------ |
| Gold    | Ludwigshafen       | Albert Arnheiter | Hermann Wilker | Rudolf Fickeisen | Otto Fickeisen | Karl Leister  | 6:59.4 |
| Silver  | Thames Rowing Club | Julius Beresford | Karl Vernon    | Charles Rought   | Bruce Logan    | Geoffrey Carr |        |